# Тишинка (приток Кромы)

Тишинка — река в Кромском районе Орловской области России. Устье реки находится в 19 км по правому берегу реки Кромы. Длина реки составляет 20 км, площадь водосборного бассейна — 96,1 км².

## Данные водного реестра
По данным государственного водного реестра России, относится к Окскому бассейновому округу, водохозяйственный участок реки — Ока от истока до города Орёл, речной подбассейн реки — бассейны притоков Оки до впадения Мокши. Речной бассейн реки — Ока.
По данным геоинформационной системы водохозяйственного районирования территории РФ, подготовленной Федеральным агентством водных ресурсов:
- Код водного объекта в государственном водном реестре — 09010100112110000017722
- Код по гидрологической изученности (ГИ) — 110001772
- Код бассейна — 09.01.01.001
- Номер тома по ГИ — 10
- Выпуск по ГИ — 0